# BK 7,5
BK 7,5 (нем. Bordkanone 7,5) — 75-мм немецкая авиационная пушка, разработанная фирмой Rheinmetall-Borsig в 1943 г.
Являлась по сути модифицированной версией противотанковой пушки PaK. 40L 75 mm, доработанную с учётом установки её на самолёт.

## Применение
Изначально в качестве платформы для установки обкатки использовали специальную модификацию Junkers Ju. 88(Ju. 88 P-1). Однако в ходе испытаний были выявлены серьёзные недостатки самолёта-носителя, такие как малая скороподъёмность низкая управляемость во время атаки, и более высокий вес. Потому было принято решение установить пушку на новую версию Hs. 129 B-3. Предпринимались попытки установить пушку на самолёт He. 177, но в реальности было построено всего 5 прототипов на которые поставили менее слабую пушку BK 5 (50-mm)